# Kramfors (gemeente)
Kramfors is een Zweedse gemeente in de provincie Västernorrlands län. Ze heeft een totale oppervlakte van 2911,4 km² en telde 19.214 inwoners in 2009.

## Plaatsen
- Kramfors (stad)
- Bollstabruk
- Nyland
- Frånö
- Ullånger
- Lunde
- Lugnvik
- Docksta
- Nordingrå
- Mjällom
- Klockestrand
- Sandslån
- Herrskog
- Strinne
- Sandviken
- Lo en Fröksmon
- Prästmon
- Köja en Nyhamn
- Hornön
- Utvik en Öden
- Svanö
- Omne
- Kyrkdal
- Loön en Hammarsön (deel van)
- Marieberg